# Kombo Amunja

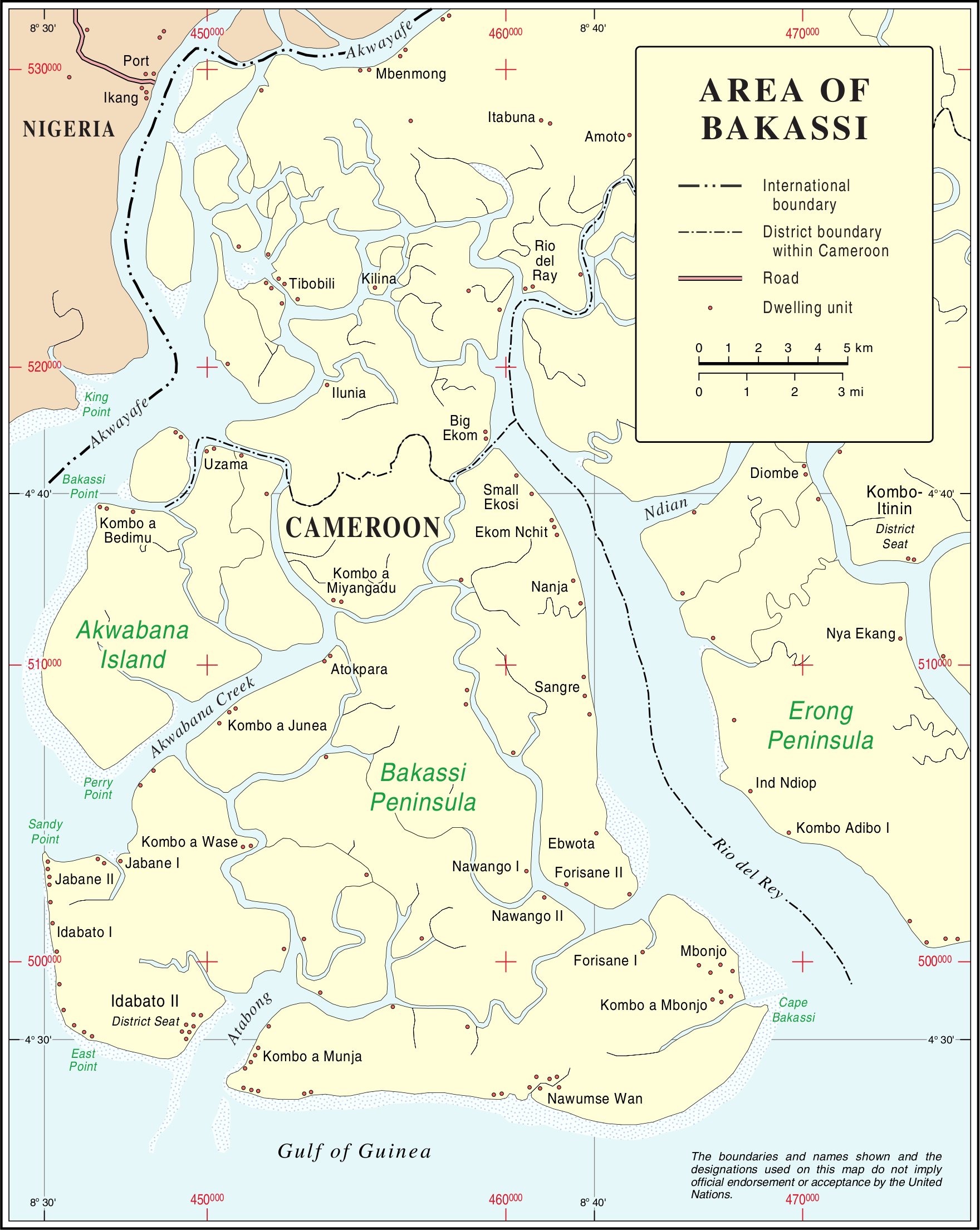
Localisation au sud de Bakassi.

Kombo Amunja (ou Kombo a Munja) est une localité du Cameroun, située dans l'arrondissement d'Idabato, le département du Ndian et la Région du Sud-Ouest. 

Elle se trouve au sud de la péninsule de Bakassi, dans le golfe de Guinée, à proximité de la frontière avec le Nigeria.

## Population
Lors du recensement national de 2005, Kombo Amunja comptait 2 272 habitants, répartis dans les deux peuplements de Kombo Amunja 1 et Kombo Amunja 2.